# Barry Johnson
Barry John Allen Johnson (ur. 30 października 1947) – australijski judoka. Olimpijczyk z Monachium 1972, gdzie zajął dziewiąte miejsce w kategorii open i dziewiętnaste w wadze półciężkiej.
Siódmy na mistrzostwach świata w 1975; uczestnik zawodów w 1969, 1971, 1973 i 1979. Zdobył sześć medali mistrzostw Oceanii w latach 1973 - 1979. Mistrz Australii w latach 1968, 1969, 1971-1973 i 1976-1979.

## Letnie Igrzyska Olimpijskie 1972
| Konkurencja | Eliminacje             | Klas. końcowa |
| Konkurencja | Przeciwnik I           | Miejsce       |
| ----------- | ---------------------- | ------------- |
| 93 kg       | Fumio Sasahara (JPN) P | 19.           |

| Konkurencja | Repasaże                  | Repasaże             | Klas. końcowa |
| Konkurencja | Przeciwnik I              | Przeciwnik II        | Miejsce       |
| ----------- | ------------------------- | -------------------- | ------------- |
| Open        | Witalij Kuzniecow (URS) P | Chiaki Ishii (BRA) P | 9.            |